# أنطون ايفانوف (منافس ألعاب قوى)
أنطون ايفانوف هو منافس ألعاب قوى بلغاري، ولد في 18 يوليو 1971.

## وصلات خارجية
- أنطون ايفانوف على موقع الاتحاد الدولي لألعاب القوى (الإنجليزية)
- أنطون ايفانوف على موقع أوليمبيديا (الإنجليزية)